# Louis Dubrulle
Louis Dubrulle est un homme politique français né le 26 novembre 1821 à Douai (Nord) et décédé le 26 août 1890 à Rouvroy (Pas-de-Calais).

## Biographie
Riche propriétaire agriculteur, il est conseiller général du canton de Vimy, maire de Rouvroy, et sénateur monarchiste du Pas-de-Calais de 1876 à 1882 : il se porta comme candidat légitimiste et clérical, aux élections sénatoriales du 30 janvier 1876, dans le Pas-de-Calais. Il déclara dans sa profession de foi que, lorsque viendrait le moment de la révision de la Constitution, il agirait « en royaliste convaincu que la monarchie héréditaire et traditionnelle peut seule garantir à la France, avec une sage liberté, l'ordre et la paix, et des alliances nécessaires pour lui permettre de reconquérir le rang qu'elle doit occuper dans le monde. » Élu 2e sur 4 candidats, par 583 voix sur 1 018 votants, il prit place à l'extrême droite de la Chambre haute, vota pour le ministère de Broglie, pour la dissolution de la Chambre (juin 1877), et contre les ministères républicains qui suivirent. Au renouvellement triennal du 8 janvier 1882, il échoua avec 254 voix sur 1 013 votants, et abandonna la politique.

## Sources
- « Louis Dubrulle », dans Adolphe Robert et Gaston Cougny, Dictionnaire des parlementaires français, Edgar Bourloton, 1889-1891 [détail de l’édition]
- « Louis Dubrulle », dans le Dictionnaire des parlementaires français (1889-1940), sous la direction de Jean Jolly, PUF, 1960 [détail de l’édition]